# استفان باترورث
استفان باترورث OBE (1885-1958) فیزیکدان بریتانیایی بود که فیلتری را اختراع کرد که نام خود را دارد، دسته‌ای از مدارهای الکتریکی که سیگنال‌های الکتریکی فرکانس‌های مختلف را جدا می‌کند.

## زندگی‌نامه
استفان باترورث در ۱۱ اوت ۱۸۸۵ در روچدیل، لنکاوی، انگلستان (شهرکی واقع در ۱۰ مایلی شمال شهر منچستر) به دنیا آمد. او پسر الکساندر باترورث، یک پستچی، و الیزابت (نام دخترانه وین) بود. او دومین فرزند از چهار فرزند بود. در سال ۱۹۰۴ وارد دانشگاه ویکتوریا منچستر شد و در سال ۱۹۰۷ مدرک لیسانس علوم فیزیک (کلاس اول) و مدرک معلمی (کلاس اول) را از آنجا دریافت کرد. در سال ۱۹۰۸ مدرک کارشناسی ارشد در رشته فیزیک دریافت کرد. برای ۱۱ سال بعد او مدرس فیزیک در کالج فنی شهرداری منچستر بود. او متعاقباً چندین سال در آزمایشگاه ملی فیزیک کارکرد و در آنجا کارهای نظری و تجربی را برای تعیین استانداردهای اندوکتانس الکتریکی انجام داد. در سال ۱۹۲۱ به آزمایشگاه تحقیقاتی دریاسالاری پیوست. متأسفانه، ماهیت طبقه‌بندی‌شده کار او، انتشار بسیاری از تحقیقات او را در آنجا ممنوع کرد. با این وجود، مشخص است که او در زمینه‌های گسترده‌ای کار می‌کرد. برای مثال، او میدان الکترومغناطیسی اطراف کابل‌های زیردریایی حامل جریان متناوب را تعیین کرد، و انفجارهای زیر آب و پایداری اژدرها را بررسی کرد. در سال ۱۹۳۹، او «مسئول علمی اصلی» در آزمایشگاه تحقیقاتی دریاسالاری در بخش تحقیقات و آزمایش علمی دریاسالار بود. درطول جنگ جهانی دوم، او هم درمورد مین‌های مغناطیسی و هم درمورد مغناطیس‌کاهی کشتی‌ها (به‌عنوان وسیله‌ای برای محافظت از آنها دربرابر مین‌های مغناطیسی) تحقیق کرد.
او یک ریاضیدان کاربردی درجه یک بود. او اغلب مشکلاتی را حل می‌کرد که دیگران آن را حل نشدنی می‌دانستند. او برای موفقیت‌هایش از تقریب‌های عاقلانه، بینش فیزیکی نافذ، آزمایش‌های هوشمندانه و استفاده ماهرانه از مدل‌ها استفاده کرد. او مردی آرام و بی ادعا بود. با این وجود، دانش و نصیحت او به‌طور گسترده مورد توجه قرار گرفت و به آسانی ارائه شد. او مورد احترام همکارانش و مورد احترام زیردستانش بود.
در سال ۱۹۴۲ نشان امپراتوری بریتانیا به او اعطا شد. در سال ۱۹۴۵ از آزمایشگاه تحقیقاتی دریاسالاری بازنشسته شد. او در ۲۸ اکتبر ۱۹۵۸ در خانه خود در کووز در جزیره وایت انگلستان در سن ۷۳ سالگی درگذشت

## انتشارات
- اس باترورث (دسامبر ۱۹۱۱) «دربارهٔ گالوانومتر ارتعاش و کاربرد آن در پل‌های القایی»، «مجموعه مقالات انجمن فیزیکی لندن»، جلد. ۲۴، صفحات ۷۵–۹۴.
- اس باترورث (دسامبر ۱۹۱۱) «روش اندازه‌گیری اندوکتانس‌های کوچک»، «مجموعه مقالات انجمن فیزیکی لندن»، جلد. ۲۴، صفحات ۲۱۰–۲۱۴.
- اس باترورث (دسامبر ۱۹۱۲) «در مورد ارزیابی ترکیبات معینی از توابع بر+ بای و وابسته»، «مجموعه مقالات انجمن فیزیکی لندن»، جلد. ۲۵، صفحات ۲۹۴–۲۹۷.
- اس باترورث (دسامبر ۱۹۱۳) «در مورد یک روش پوچِ آزمایش گالوانومترهای ارتعاشی»، «مجموعه مقالات انجمن فیزیکی لندن»، جلد. ۲۶، صفحات ۲۶۴–۲۷۳.
- اس باترورث (دسامبر ۱۹۱۴) «دربارهٔ خودالقای سیم‌لوله با عمق سیم‌پیچی قابل‌ملاحظه»، «مجموعه مقالات انجمن فیزیکی لندن»، جلد. ۲۷، صفحات ۳۷۱–۳۸۳.
- اس باترورث (دسامبر ۱۹۱۴) «دربارهٔ ارتعاشات الکتریکی حفظ‌شده»، «مجموعه مقالات انجمن فیزیکی لندن»، جلد. ۲۷، صفحات ۴۱۰–۴۲۴.
- اس باترورث (دسامبر ۱۹۱۹) «دربارهٔ خودالقایی سیم‌پیچ‌های تخت تک‌لایه»، «مجموعه مقالات انجمن فیزیکی لندن»، جلد. ۳۲، صفحات ۳۱–۳۷.
- اس باترورث (دسامبر ۱۹۱۹) «نگهداری یک سیستم ارتعاشی با استفاده از لامپ ترایود»، «مجموعه مقالات انجمن فیزیکی لندن»، جلد. ۳۲، صفحات ۳۴۵–۳۶۰.
- اس باترورث (دسامبر ۱۹۲۰) «ظرفیت و اثرات جریان گردابی در اندوکتومترها»، «مجموعه مقالات انجمن فیزیکی لندن»، جلد. ۳۳، صفحات ۳۱۲–۳۵۴.
- اس باترورث (دسامبر ۱۹۲۱) «دربارهٔ استفاده از پل اندرسون برای اندازه‌گیری تغییرات ظرفیت و مقاومت موثر یک کندانسور با فرکانس» مجموعه مقالات انجمن فیزیکی لندن, vol. 34، صفحات ۱–۷.
- اس باترورث (دسامبر ۱۹۲۱) «نکاتی درمورد اثرات ظرفیت‌خازنی زمین در پل‌های متناوب جریان»، «مجموعه مقالات انجمن فیزیکی لندن»، جلد. ۳۴، صفحات ۸–۱۶.
- اس باترورث (1922) «III. تلفات جریان گردابی در رسانا‌های استوانه‌ای، با کاربردهای ویژه برای مقاومت‌های جریان متناوب سیم‌پیچ‌های کوتاه»، ترنزاکشن فلسفی انجمن سلطنتی لندن، سری ای, vol. 222، صفحات ۵۷–۱۰۰.
- اس باترورث (۱۹۲۴) «نکته در مورد مقاومت جریان متناوب سیم‌پیچ‌های تک‌لایه»، «Physical Review»، جلد. ۲۳، صفحات ۷۵۲–۷۵۵.
- اس باترورث (۱۹۲۴) «توزیع میدان مغناطیسی و جریان برگشتی حول یک کابل زیردریایی حامل جریان متناوب. بخش ۲»، «ترنزاکشن فلسفی انجمن سلطنتی لندن». «سری A»، جلد دوم. . ۲۲۴، صفحات ۱۴۱–۱۸۴.
- اس باترورث (۱ آوریل ۱۹۲۵) «دربارهٔ مقاومت جریان متناوب سیم‌پیچ‌های برقی»، «مجموعه مقالات انجمن سلطنتی لندن.» «سری A»، جلد. ۱۰۷، شماره ۷۴۴، صفحات ۶۹۳–۷۱۵.
- اس باترورث (ژوئیه ۱۹۲۵) «تلفات مس با فرکانس بالا در کویل‌های خودالقایی»، «بی‌سیم تجربی و مهندس بی‌سیم»، جلد. ۲، نه ۲۲، صفحات ۶۱۳–۶۱۶.
- اس باترورث، ای بی وود و ئی اچ لاکی (اکتبر ۱۹۲۶) «استفاده از یک شنت تشدیدکننده با گالوانومتر رشته‌ای آینهوون، » «مجله ابزارهای علمی»، جلد. ۴، نه ۱، صفحات ۸–۱۸.
- اس باترورث (۱۹۲۶) «مقاومت موثر سیم‌پیچ‌های خودالقایی در فرکانس‌های رادیویی»، «بی‌سیم تجربی و مهندس بی‌سیم»، جلد. ۳، صفحات ۲۰۳، ۲۶۷، ۴۱۷ و ۴۸۳.
- اس باترورث (۱۹۲۶) «طراحی سیم‌پیچ‌های دریافت‌ساز کم-تلفات»، «دنیای وایرلس»، جلد. ۱۹، صفحات ۷۵۴ و ۸۱۱.
- اس باترورث (ژانویه ۱۹۲۹) «مقاومت با فرکانس بالای کویل‌های چنبره‌ای»، «بی‌سیم تجربی و مهندس بی‌سیم»، جلد. ۶، صفحات ۱۳–۱۶.
- اس باترورث (نوامبر ۱۹۲۹) «یادداشت در مورد دمدولاسیون ظاهری یک ایستگاه ضعیف توسط یک ایستگاه قوی‌تر»، «بی‌سیم تجربی و مهندس بی‌سیم»، جلد. ۶، نه ۷۴، صفحه ۶۱۹.
- اس باترورث (۱۹۳۰) «درمورد نظریه تقویت‌کننده‌های فیلتری»، «بی‌سیم تجربی و مهندس بی‌سیم»، جلد. ۷، صص ۵۳۶–۵۴۱. موجود: https://www.changpuak.ch/electronics/downloads/On_the_Theory_of_Filter_Amplifiers.pdf
- اس باترورث و اف‌دی اسمیت (۱ مارس ۱۹۳۱) «مدار معادل نوسانگر مغناتنگش»، «مجموعه مقالات انجمن فیزیکی لندن»، جلد. ۴۳، شماره ۲، صفحات ۱۶۶–۱۸۵.

## ثبت اختراعات
- استیون باترورث و لئونارد او کوک، «تعلیق برای ابزارهای واچفت‌مند». شماره ثبت اختراع بریتانیا: GB 433,080 (بایگانی شده: ۲۵ آوریل ۱۹۳۴؛ منتشر شده: ۸ اوت ۱۹۳۵).